# Інцидент Юміко-чан
26°21′14″ пн. ш. 127°44′42″ сх. д. / 26.353972° пн. ш. 127.745111° сх. д.
Інцидент Юміко-чан — справа про зґвалтування та вбивство шестирічної дівчинки на ім'я Юміко Нагаяма (іноді називають як Юміко Аракакі) 31-річним американським солдатом, який перебував на Окінаві, що відбулося 3 вересня 1955 року, після десяти років окупації США Окінави, яка на той час не була частиною Японії.
Приблизно о 8 годині вечора було помічено, що дівчинка зникла, після того як вона не прийшла додому. Наступного дня її тіло було знайдено у військовому сміттєвому звалищі на авіабазі «Кадена». Юміко-чан було зґвалтовано й вбито. Було пред'явлено звинувачення сержанту Ісаку Дж. Герту (іноді невірно повідомлене як Ісаак Дж. Харт) з батальйону «Б» 32-ї артилерійської дивізії за звинуваченням у вбивстві, зґвалтуванні та викраденні.

## Реакція
Гнів проти військової окупації США на Окінаві збільшився внаслідок інциденту, а також через те, що внаслідок законів екстериторіальності передбачуваний ґвалтівник-вбивця не пройшов судовий розгляд у Окінаві, а військовий суд у США. З кінця битви на Окінаві в 1945 році до 1972 року Окінавою керувала громадянська адміністрація островів Рюкю.
На Окінаві відбувся мітинг з захисту дітей, було створено Асоціацію захисту дітей, багато місцевих жителів зібралось на підтримку цієї справи. Окинавці вимагали, щоб американські військові «карали злочинців такого роду, смертною карою без поблажливості, незалежно від національності чи етнічної приналежності». Жителі вимагали, щоб його судили в цивільному суді, але прохання, було відхилено.

## Покарання
Військового було засуджено за звинуваченням у зґвалтуванні та вбивстві. Військовий суд тривав 13 днів, протягом яких він наполягав на своїй невинності. Він був засуджений до смерті. Проте було друге слухання на Окінаві за зґвалтування менше ніж за місяць. Герт повернувся до США, не повідомивши про це Окинавській громадськості. Згодом його покарання було скорочено до 45 років.

## Наслідки
Інцидент призвів до подальших дебатів щодо продовження присутності американських сил в Японії і став трампліном для першої серйозної, скоординованої боротьби проти США.